# 人間チェス

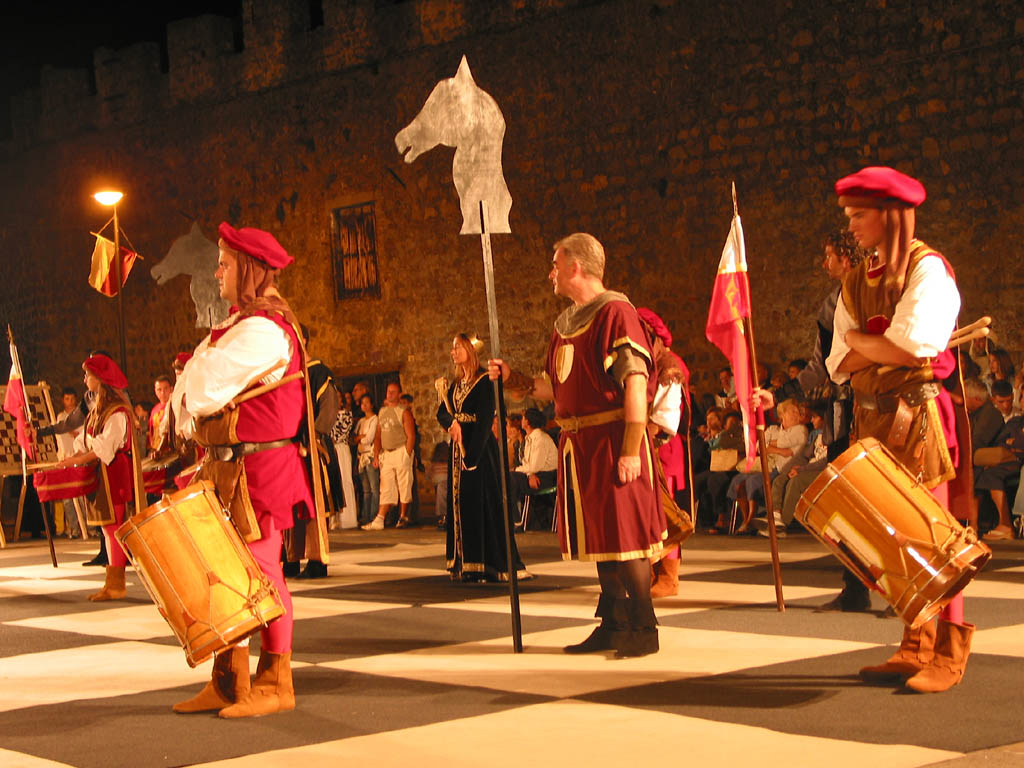
人間チェス（2004年、モンセーリチェ）

人間チェス（にんげんチェス）は、人間が実際にチェスの駒に扮して、チェスボードを模した戦場で争うチェス。

## 概要
人間チェスは一般的には野外で遊ばれ、地面に置かれた巨大なチェスボード上で、ルネサンス風のファッションに身に包んで行われる。衣装だけではなくナイトは本物の馬に騎乗し白番は白馬に黒番は黒馬、クイーンは女性、キングは玉座に座るなど観光客を呼び込むため見た目を重視したイベントもある。
多くの人間チェスでは、盤面での動きは殺陣の訓練を受けた俳優が行なうこともあり、殺陣の動きによって駒が取るか取られるかを表現する。あるいは、駒同士が争う様子を創造的アナクロニズム協会の使っている格闘のルールに似た方法で表現する場合もある。また取られた側は単に退場するのではなく決められた演技を行ったり、担架に乗せられるなど趣向を凝らしイベントもある。
イタリアのベネチア近郊にあるマロースティカでは、1923年より2年に1回、9月第2週に衣装を身につけ騎馬まで盤上に登る人間チェスが開催されている。これは「1454年、1人の女性をめぐって恋に落ちた2人の男性が、どちらが恋人になるかを決めるために対戦した」という創作をベースにしており、地元の観光資源となっている。

### アニメコンベンション
アニメコンベンションにおいては、アニメ等のキャラクターに扮した（コスプレ）人間チェスが行われることがある。
アメリカのフロリダ州・タンパで開催されるアニメコンベンションのメトロコンで、2004年に行われたのが、この種のイベントの最初である。ここでは、殺陣は指令されて行われていた。
それ以来、ボストンで開催されるアニメボストンの『Cosplay Games』や、オーストラリアのメルボルンで開催されるマニフェストなど、他のアニメコンベンションでもチェスの駒の代わりにアニメやテレビゲームのキャラクターに扮したコスプレ人間チェスを始めるようになった。いくつかのコスプレ人間チェスでは、正義対悪者、少年対少女、オカルト対科学などのテーマに沿って行われている。

## ギャラリー

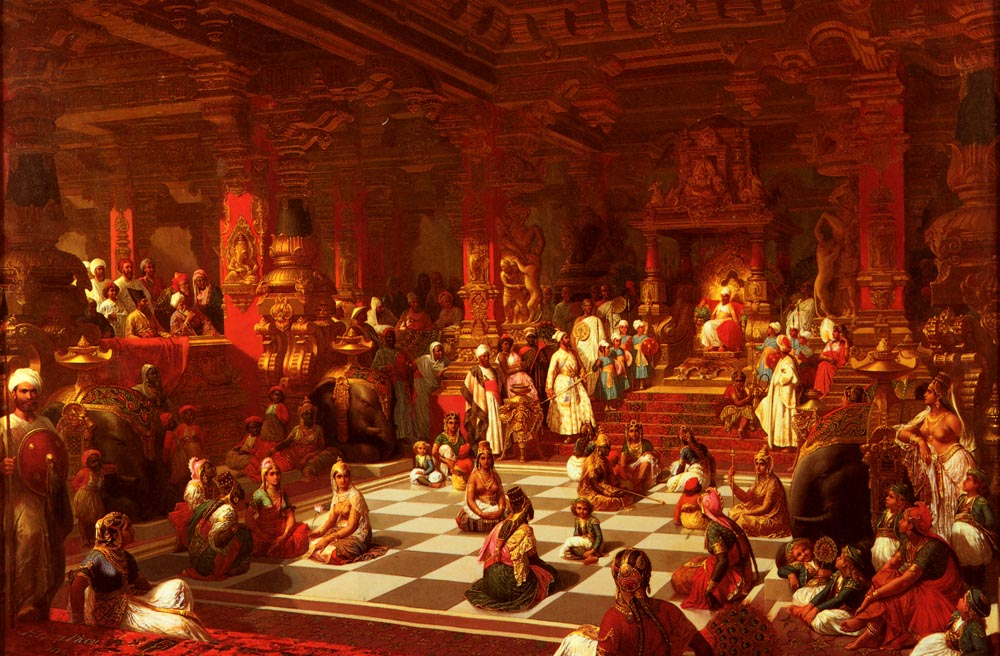
屋内の人間チェス（1876年、インド）
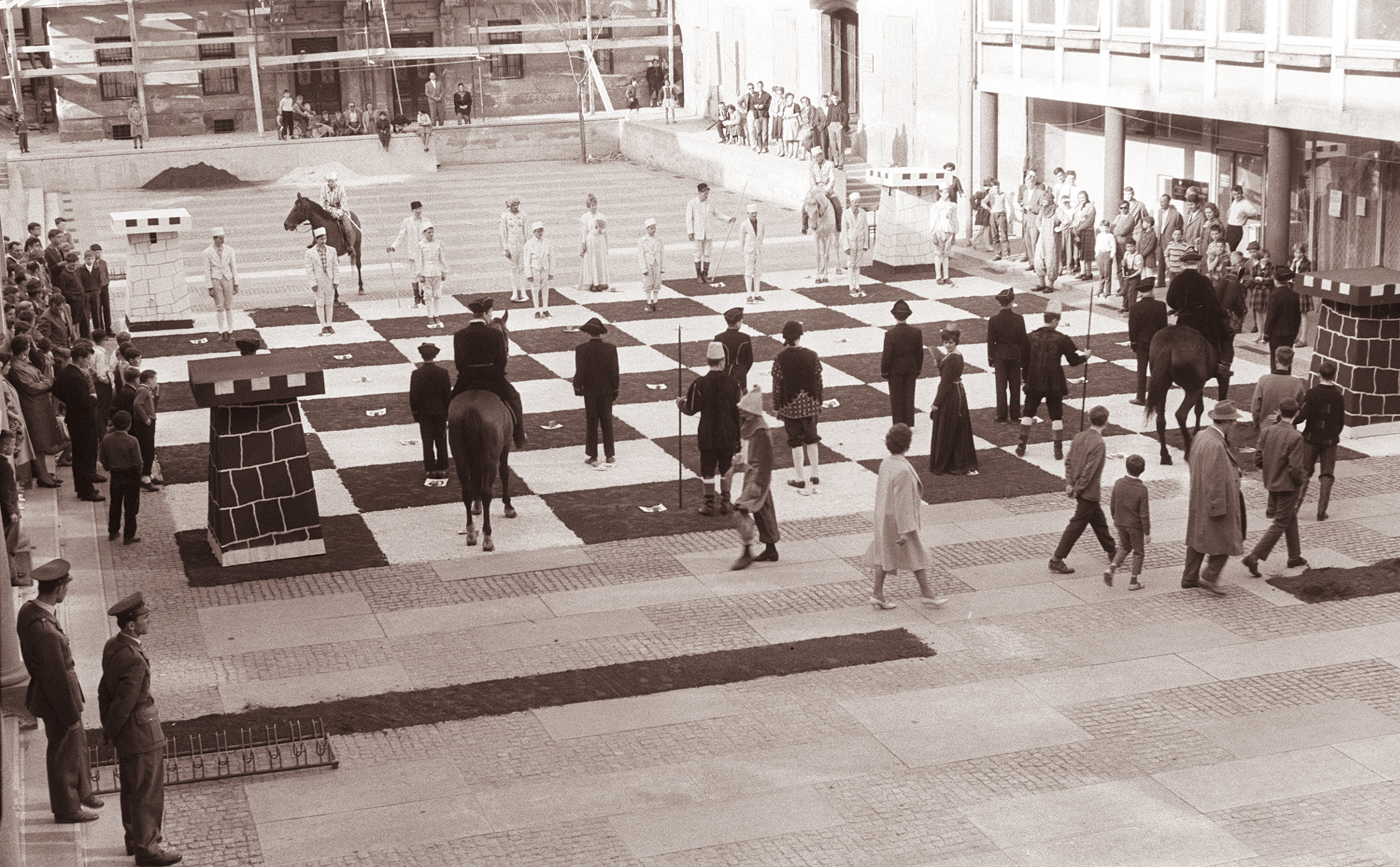
クイーンは女性、ルークは張りぼて、ナイトは白馬と黒馬が用意されている（1962年、マリボル）
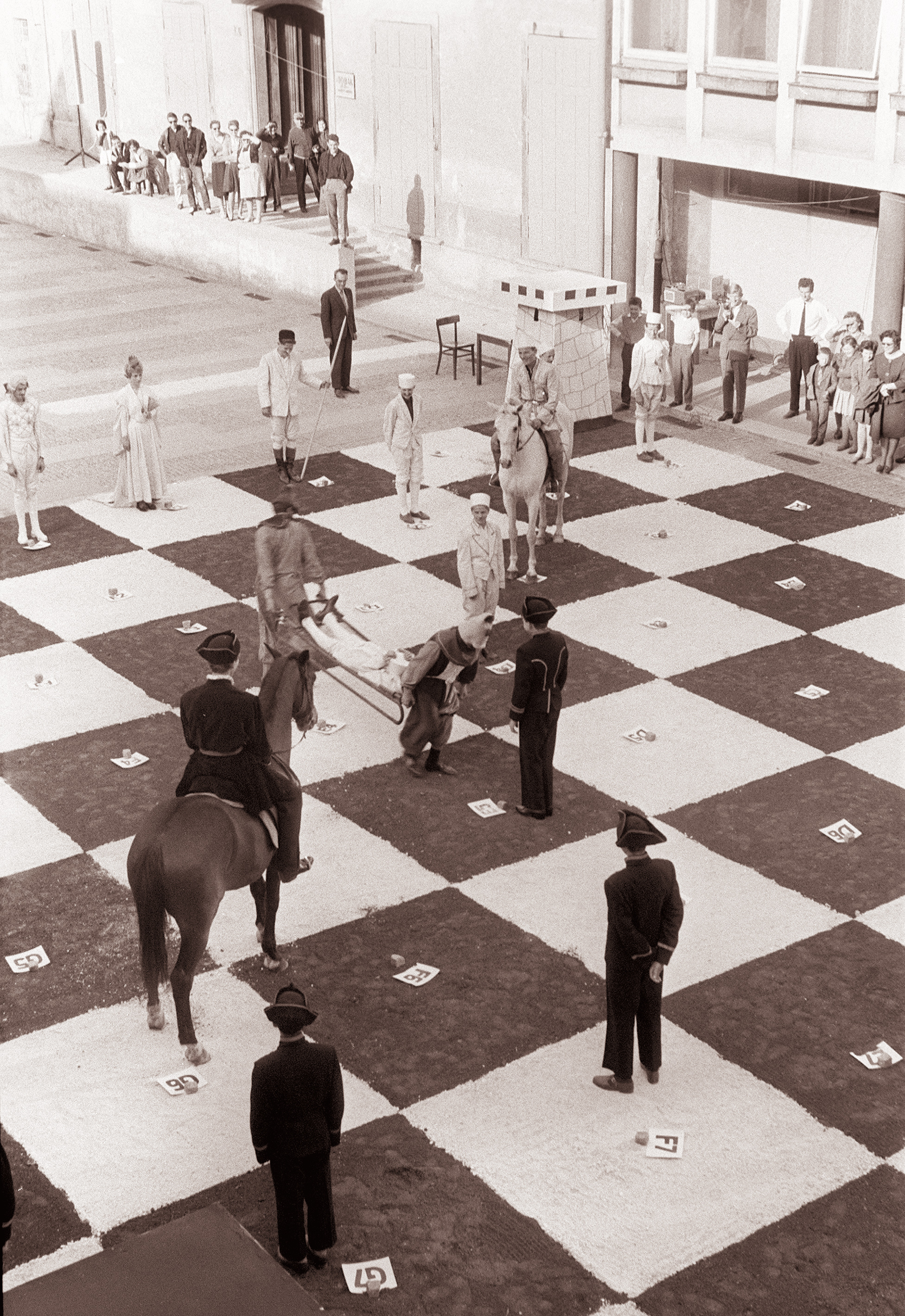
取られた駒役が担架で運ばれている（1962年、マリボル）
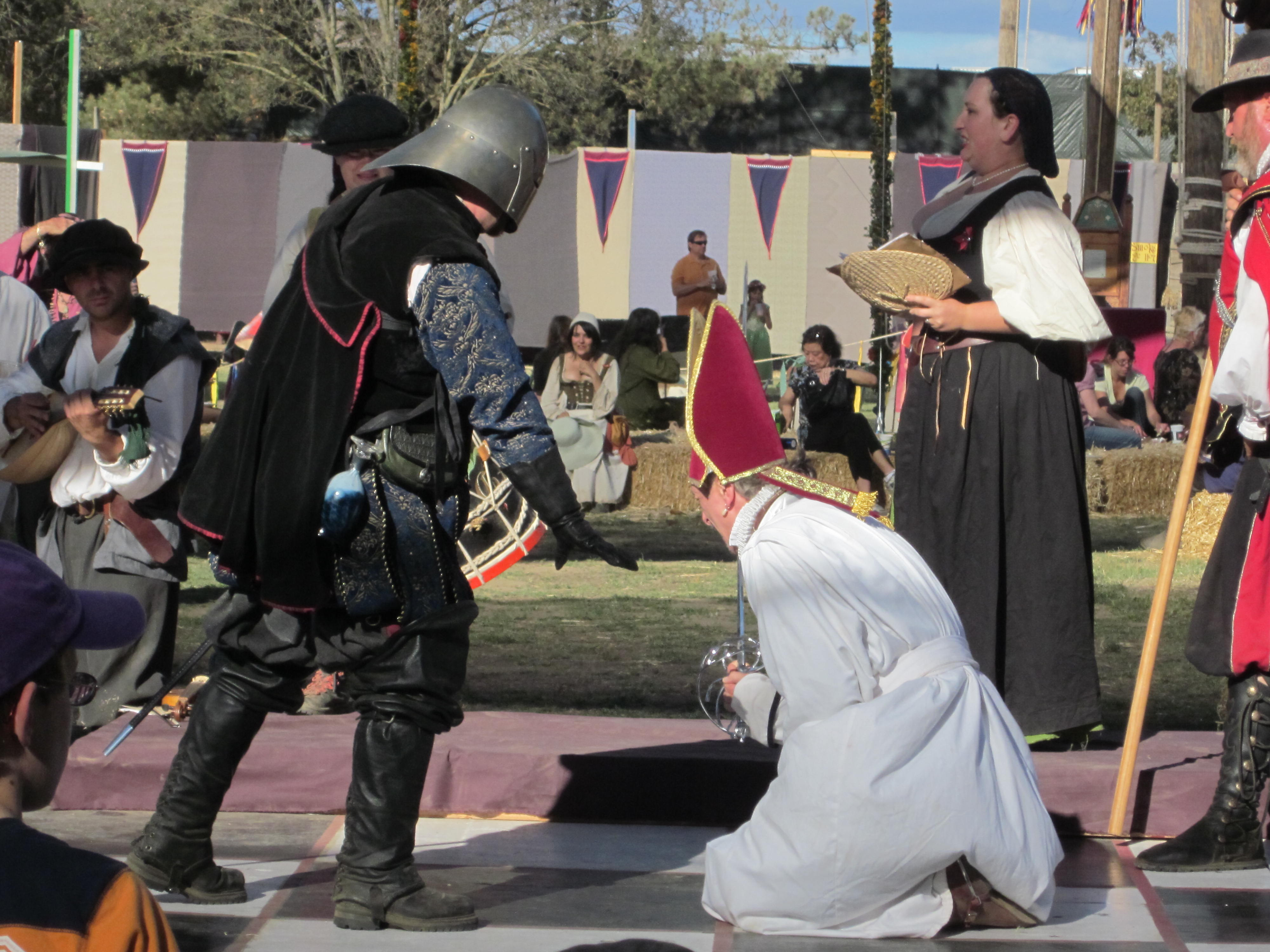
駒を取る際のパフォーマンス（2010年、サンタクララ郡）
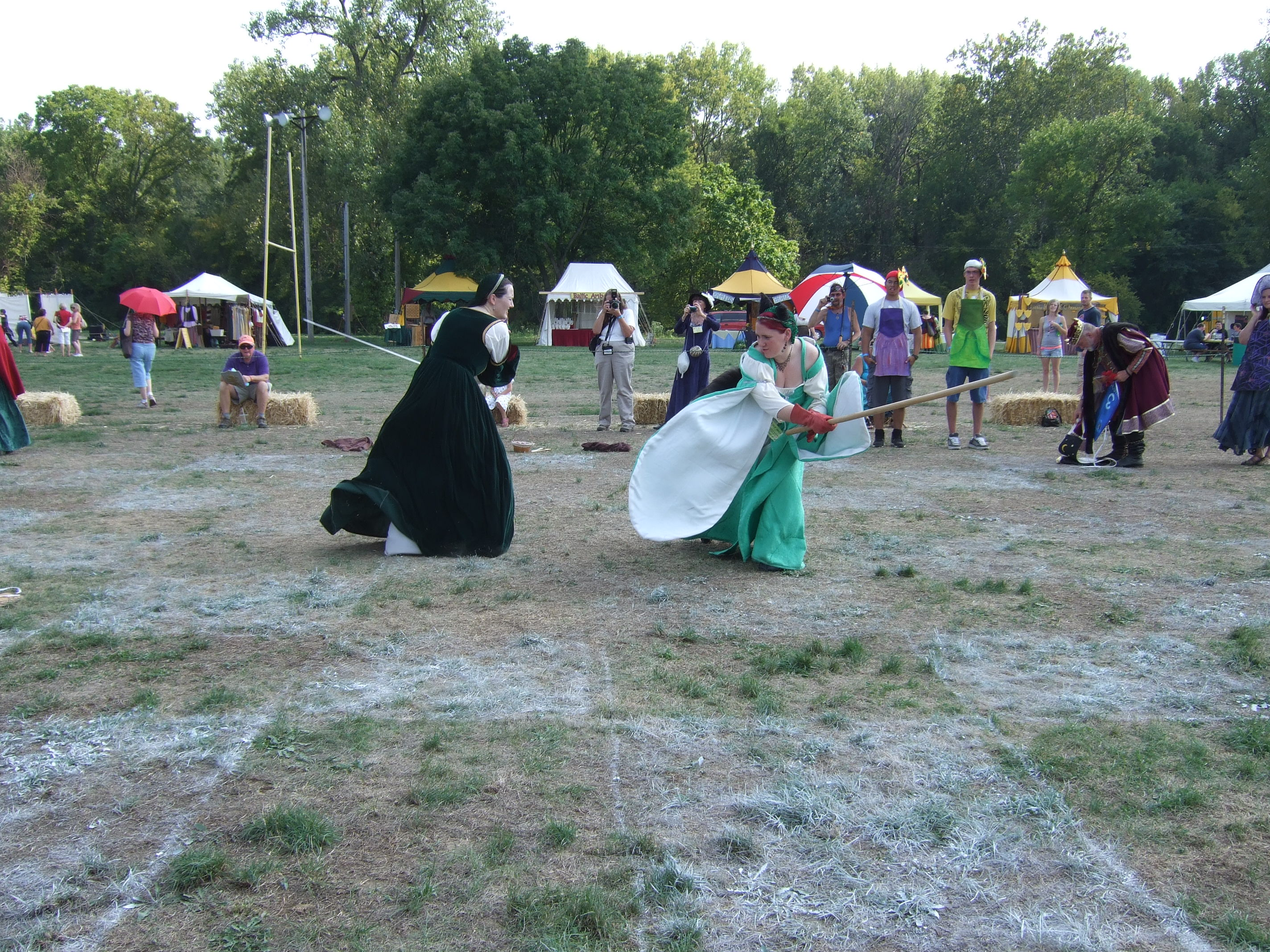
ルネッサンス時代のイベント（2012年、イリノイ州）
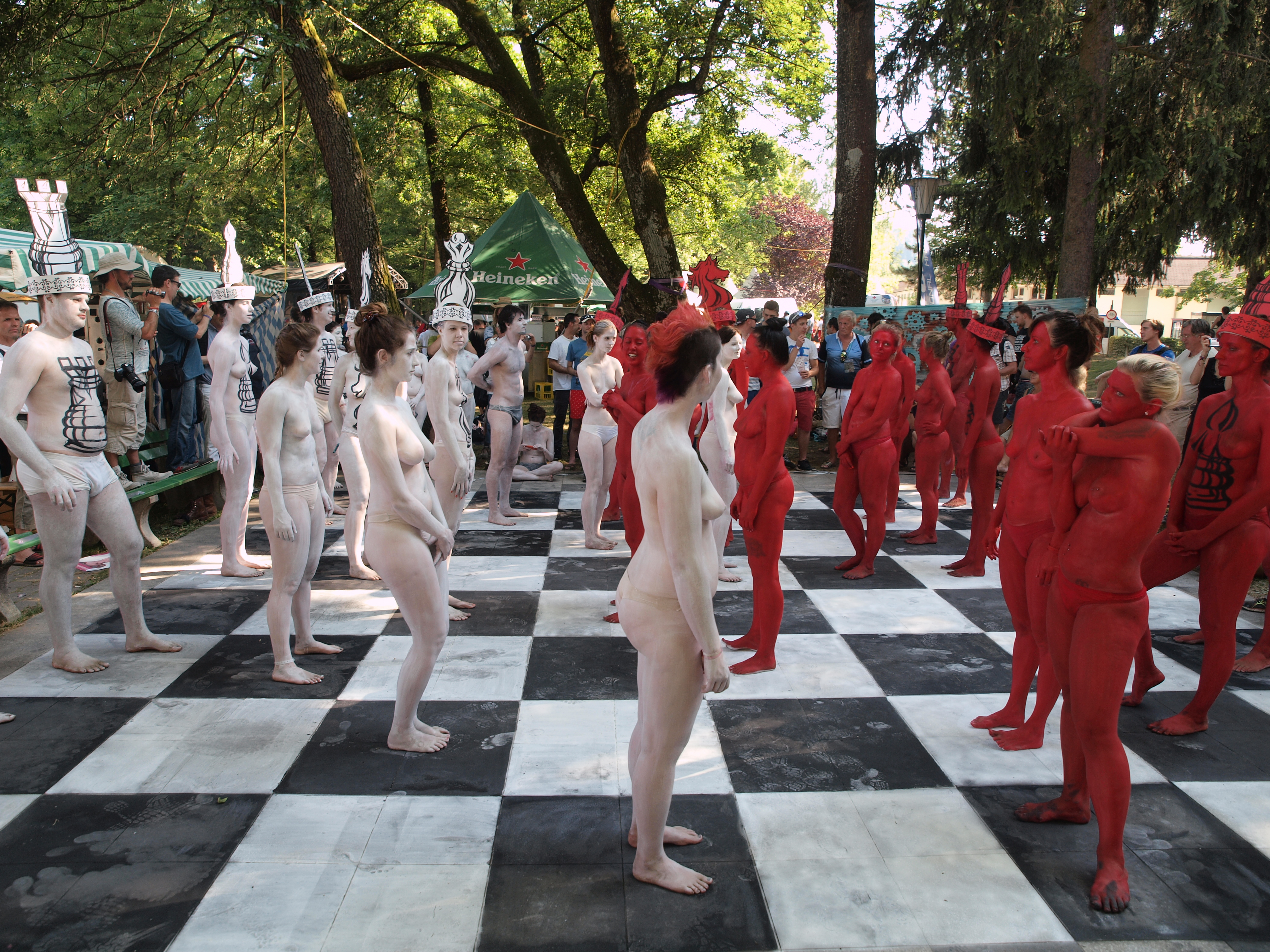
ボディペインティングのイベント（2015年、ケルンテン州）